# Liste von Terroranschlägen im Jahr 2022
Die Liste von Terroranschlägen im Jahr 2022 enthält eine Auswahl von Terroranschlägen, die sich im Jahr 2022 ereigneten. Attentate werden gesondert in der Liste bekannter Attentate behandelt. Die Liste von Sprengstoffanschlägen beinhaltet auch nichtterroristische Anschläge. Die Liste von Flugzeugentführungen enthält eine Liste mit meist terroristischem Hintergrund.

## Erläuterung
In der Spalte Politische Ausrichtung ist die politische bzw. weltanschauliche Einordnung der Täter angegeben: faschistisch, rassistisch, nationalistisch, nationalsozialistisch, sozialistisch, kommunistisch, antiimperialistisch, islamistisch (schiitisch, sunnitisch, deobandisch, salafistisch, wahhabitisch), hinduistisch. Bei vorrangig auf staatliche Unabhängigkeit oder Autonomie zielender Ausrichtung ist autonomistisch vorangestellt, gefolgt von der Region oder der Volksgruppe und ggf. weiteren Merkmalen der Täter: armenisch, irisch (katholisch), kurdisch, tirolisch, tschetschenisch, dagestanisch, punjabisch (sikhistisch), palästinensisch, paschtunisch.
- Wenn die Zahl der Opfer 20 oder mehr beträgt, wird sie fett dargestellt. Wenn die Zahl der Opfer 50 oder mehr beträgt, wird sie außerdem unterstrichen.
- Die Zahl bei den Anschlägen getöteter/verletzter Täter ist in Klammern ( ) gesetzt.

## Januar
| Datum/Beginn       | Betroffenes Land   | Stadt/Ort      | Artikel/Quellenangabe      | Täter                   | Politische Ausrichtung                       | Mittel                               | Ziel            | Tote      | Verletzte | Hintergrund                     |
| ------------------ | ------------------ | -------------- | -------------------------- | ----------------------- | -------------------------------------------- | ------------------------------------ | --------------- | --------- | --------- | ------------------------------- |
| 02. Januar 2022    | Syrien             | Syrische Wüste | [ 1 ]                      | IS                      | salafistisch, wahhabitisch                   | Raketen, Artillerie                  | Militärbus      | 5         | 20        | Bürgerkrieg in Syrien seit 2011 |
| 04.–6. Januar 2022 | Nigeria            | Zamfara        | [ 2 ]                      | Banden                  |                                              | Schusswaffen                         | Dorfbewohner    | 58–200    |           |                                 |
| 15. Januar 2022    | Vereinigte Staaten | Colleyville    | Geiselnahme in Colleyville | Malik Faisal Akram      | islamistisch, antisemitisch                  | Schusswaffe, Geiselnahme             | Synagoge        | 0 (+1)    |           |                                 |
| 17. Januar 2022    | Pakistan           | Islamabad      | [ 4 ]                      | TTP                     | deobandisch, islamisch-fundamentalistisch    | Schusswaffen                         | Polizisten      | 1 (+2)    | 2         | Konflikt in Nordwest-Pakistan   |
| 20. Januar 2022    | Pakistan           | Lahore         | [ 5 ] [ 6 ]                | Baloch Nationalist Army | autonomistisch, belutschisch-nationalistisch | Motorradbombe                        | Einkaufsviertel | 3         | 28        | Belutschistankonflikt           |
| 20. Januar 2022    | Syrien             | al-Hasaka      | [ 7 ] [ 8 ]                | IS                      | salafistisch, wahhabitisch                   | Autobombe, Schusswaffen, Geiselnahme | Gefängnis       | 52 (+102) |           | Bürgerkrieg in Syrien seit 2011 |

## Februar
| Datum/Beginn     | Betroffenes Land             | Stadt/Ort       | Artikel/Quellenangabe | Täter  | Politische Ausrichtung | Mittel   | Ziel             | Tote | Verletzte | Hintergrund    |
| ---------------- | ---------------------------- | --------------- | --------------------- | ------ | ---------------------- | -------- | ---------------- | ---- | --------- | -------------- |
| 02. Februar 2022 | Demokratische Republik Kongo | Ituri (Provinz) | [ 9 ]                 | CODECO | christlich-animistisch | Macheten | Flüchtlingslager | 63   |           | Ituri-Konflikt |

## März
| Datum/Beginn  | Betroffenes Land | Stadt/Ort     | Artikel/Quellenangabe                 | Täter      | Politische Ausrichtung     | Mittel                               | Ziel                                  | Tote    | Verletzte | Hintergrund                   |
| ------------- | ---------------- | ------------- | ------------------------------------- | ---------- | -------------------------- | ------------------------------------ | ------------------------------------- | ------- | --------- | ----------------------------- |
| 04. März 2022 | Pakistan         | Peschawar     | Anschlag in Peschawar am 4. März 2022 | IS         | salafistisch, wahhabitisch | Selbstmordattentäter, Schusswaffen   | Schiitische Moschee, Polizisten       | 63 (+2) | 196       | Konflikt in Nordwest-Pakistan |
| 06. März 2022 | Indien           | Srinagar      | [ 11 ]                                |            |                            | Granate                              | Polizisten, Zivilisten                | 1       | 24        | Aufstand in Kaschmir          |
| 08. März 2022 | Pakistan         | Belutschistan | [ 12 ]                                | IS         | salafistisch, wahhabitisch | Selbstmordattentäter                 | Regierungskonvoi, Sicherheitskräfte   | 5 (+1)  | 30        | Konflikt in Nordwest-Pakistan |
| 24. März 2022 | Somalia          | Beledweyne    | [ 13 ]                                | al-Shabaab | wahhabitisch, islamistisch | 2 Selbstmordattentäter mit Autobombe | Amina Mohamed, Geistliche, Zivilisten | 48 (+2) | 108       | Somalischer Bürgerkrieg       |

## April
| Datum/Beginn   | Betroffenes Land             | Stadt/Ort       | Artikel/Quellenangabe | Täter                 | Politische Ausrichtung               | Mittel                              | Ziel                                                  | Tote   | Verletzte | Hintergrund                       |
| -------------- | ---------------------------- | --------------- | --------------------- | --------------------- | ------------------------------------ | ----------------------------------- | ----------------------------------------------------- | ------ | --------- | --------------------------------- |
| 03. April 2022 | Afghanistan                  | Kabul           | [ 14 ]                |                       |                                      | Sprengstoff                         | Zivilisten                                            | 1      | 59        | Krieg in Afghanistan              |
| 03. April 2022 | Demokratische Republik Kongo | Masambo         | [ 15 ]                | vermutlich ADF        | islamistisch                         |                                     | Dorf                                                  | 21     |           | ADF-Konflikt                      |
| 08. April 2022 | Burkina Faso                 | Namissiguima    | [ 16 ]                |                       |                                      |                                     | Militärstützpunkt, Soldaten, Milizionäre              | 12     | 21        | Aufstand im Maghreb seit 2002     |
| 12. April 2022 | Vereinigte Staaten           | New York City   | [ 17 ]                | Frank Robert James    | rassistisch, schwarz-nationalistisch | Schusswaffe, Rauchgranaten          | U-Bahnzug                                             | 0      | 29        |                                   |
| 12. April 2022 | Nigeria                      | Benue           | [ 18 ]                | Fulani-Extremisten    |                                      |                                     | Dörfer                                                | 23     |           | Hirten-Bauern-Konflikt in Nigeria |
| 19. April 2022 | Afghanistan                  | Kabul           | [ 19 ]                |                       |                                      | 2 Sprengsätze                       | Schulen                                               | 6      | 25        | Krieg in Afghanistan              |
| 21. April 2022 | Afghanistan                  | Masar-e Scharif | [ 20 ]                | IS                    | salafistisch, wahhabitisch           | Sprengsatz                          | Moschee                                               | 31     | 87        | Krieg in Afghanistan              |
| 22. April 2022 | Afghanistan                  | Kundus          | [ 21 ]                | vermutlich IS         | salafistisch, wahhabitisch           | Sprengsatz                          | Moschee                                               | 33     | 43        | Krieg in Afghanistan              |
| 24. April 2022 | Mali                         | Mopti, Ségou    | [ 22 ]                | vermutlich Islamisten | islamistisch                         | Selbstmordattentäter mit Autobomben | Militärstützpunkte, Soldaten, Milizionäre, Zivilisten | 6      | 20        | Krieg in Mali seit 2012           |
| 24. April 2022 | Burkina Faso                 | Soum            | [ 23 ]                | Islamisten            | islamistisch                         | Selbstmordattentäter mit Autobomben | Militärstützpunkte, Soldaten, Zivilisten              | 15     | 30        | Aufstand im Maghreb seit 2002     |
| 29. April 2022 | Afghanistan                  | Kabul           | [ 24 ] [ 25 ]         |                       |                                      | Selbstmordattentäter                | Moschee                                               | 10-50+ | ~30       | Krieg in Afghanistan              |

## Mai
| Datum/Beginn | Betroffenes Land             | Stadt/Ort          | Artikel/Quellenangabe | Täter                                 | Politische Ausrichtung           | Mittel                     | Ziel                                           | Tote     | Verletzte | Hintergrund                            |
| ------------ | ---------------------------- | ------------------ | --------------------- | ------------------------------------- | -------------------------------- | -------------------------- | ---------------------------------------------- | -------- | --------- | -------------------------------------- |
| 03. Mai 2022 | Somalia                      | Shabeellaha Hoose  | [ 26 ]                | al-Shabaab                            | wahhabitisch, islamistisch       | 3 Autobomben, Schusswaffen | Militärstützpunkt, burundische AMISOM-Soldaten | 30       | 20        | Somalischer Bürgerkrieg                |
| 08. Mai 2022 | Demokratische Republik Kongo | Ituri (Provinz)    | [ 27 ]                | CODECO                                | christlich-animistisch           | Schusswaffen               | Goldmine, Zivilisten                           | 35       |           | Ituri-Konflikt                         |
| 14. Mai 2022 | Burkina Faso                 | Kompienga, Oudalan | [ 28 ] [ 29 ] [ 30 ]  | vermutlich Islamisten                 | islamistisch                     | Schusswaffen               | Konvoi, VDP-Milizionäre, Zivilisten, Dorf      | 44       |           | Aufstand im Maghreb seit 2002          |
| 14. Mai 2022 | Vereinigte Staaten           | Buffalo            | [ 31 ]                | Payton S. Gendron (White Supremacist) | rassistisch, rechtsextremistisch | Schusswaffen               | Supermarkt, Zivilisten                         | 10       | 3         |                                        |
| 19. Mai 2022 | Burkina Faso                 | Madjoari           | [ 32 ]                | Islamisten                            | islamistisch                     | Schusswaffen               | Militärstützpunkt                              | 11 (+15) | ~24       | Aufstand im Maghreb seit 2002          |
| 22. Mai 2022 | Nigeria                      | Borno              | [ 33 ]                | vermutlich Boko Haram                 | wahhabitisch, islamistisch       | Schusswaffen, Macheten     | Zivilisten                                     | 50+      |           | Scharia-Konflikt in Nigeria            |
| 25. Mai 2022 | Burkina Faso                 | Madjoari           | [ 34 ]                | vermutlich Islamisten                 | islamistisch                     | Schusswaffen               | Zivilisten                                     | 50+      |           | Aufstand im Maghreb seit 2002          |
| 26. Mai 2022 | Jemen                        | Aden               | [ 35 ]                |                                       |                                  | Granate                    | Fischmarkt                                     | 5        | 50        | Militärintervention im Jemen seit 2015 |
| 29. Mai 2022 | Kamerun                      | Sud-Ouest          | [ 36 ]                | Ambazonien-Separatisten               | autonomistisch                   | Schusswaffen               | Dorf                                           | 24       | 62        | Ambazonien-Konflikt                    |

## Juni
| Datum/Beginn  | Betroffenes Land | Stadt/Ort   | Artikel/Quellenangabe              | Täter                   | Politische Ausrichtung        | Mittel                      | Ziel                           | Tote   | Verletzte | Hintergrund                      |
| ------------- | ---------------- | ----------- | ---------------------------------- | ----------------------- | ----------------------------- | --------------------------- | ------------------------------ | ------ | --------- | -------------------------------- |
| 02. Juni 2022 | Syrien           | Deir ez-Zor | [ 37 ]                             |                         |                               |                             | Bus                            | 3      | 21        | Bürgerkrieg in Syrien seit 2011  |
| 05. Juni 2022 | Nigeria          | Owo         | Kirchenanschlag von Owo            | vermutlich IS           | salafistisch, wahhabitisch    | Schusswaffen, Sprengstoff   | Kirche, christliche Zivilisten | 40     | 61+       | Scharia-Konflikt in Nigeria      |
| 09. Juni 2022 | Nigeria          | Borno       | [ 39 ]                             | vermutlich Boko Haram   | wahhabitisch, islamistisch    | Schusswaffen                | Dorf, Zivilisten               | 25     |           | Scharia-Konflikt in Nigeria      |
| 11. Juni 2022 | Burkina Faso     | Seytenga    | [ 40 ]                             | vermutlich Islamisten   | islamistisch                  | Schusswaffen, Brandstiftung | Zivilisten                     | 79-165 |           | Aufstand im Maghreb seit 2002    |
| 18. Juni 2022 | Äthiopien        | nahe Gimbi  | [ 41 ] [ 42 ]                      |                         |                               | Schusswaffen                | Amhare-Zivilisten              | 100+   |           | Zweiter Äthiopischer Bürgerkrieg |
| 18. Juni 2022 | Mali             | Gao         | [ 43 ]                             | vermutlich Islamisten   | islamistisch                  |                             | Dörfer                         | 20     |           | Krieg in Mali seit 2012          |
| 19. Juni 2022 | Mali             | Mopti       | Massaker in Bankass 2022           | MLF                     | salafistisch                  | Brandstiftung               | Dörfer                         | 132    |           | Krieg in Mali seit 2012          |
| 20. Juni 2022 | Afghanistan      | Nangarhar   | [ 45 ]                             |                         |                               | Haftbombe                   | Markt, Regierungsfahrzeug      | 2      | 28        | Krieg in Afghanistan             |
| 22. Juni 2022 | Kamerun          | Sud-Ouest   | [ 46 ]                             | Ambazonien-Separatisten | autonomistisch                | Schusswaffen                | Zivilisten                     | 30     |           | Ambazonien-Konflikt              |
| 25. Juni 2022 | Norwegen         | Oslo        | Anschlag von Oslo am 25. Juni 2022 | Zaniar M.               | islamistisch, LGBTQ-feindlich | Automatische Schusswaffe    | Nachtklub                      | 2      | 21        |                                  |
| 25. Juni 2022 | Kamerun          | Sud-Ouest   | [ 48 ]                             | Ambazonien-Separatisten | autonomistisch                | Schusswaffen, Brandstiftung | Zivilisten                     | 32     |           | Ambazonien-Konflikt              |

## Juli
| Datum/Beginn  | Betroffenes Land | Stadt/Ort | Artikel/Quellenangabe | Täter          | Politische Ausrichtung              | Mittel   | Ziel       | Tote | Verletzte | Hintergrund                                          |
| ------------- | ---------------- | --------- | --------------------- | -------------- | ----------------------------------- | -------- | ---------- | ---- | --------- | ---------------------------------------------------- |
| 04. Juli 2022 | Burkina Faso     | Kossi     | [ 49 ]                |                |                                     |          | Zivilisten | 22   |           | Aufstand im Maghreb seit 2002                        |
| 05. Juli 2022 | Philippinen      | Mapanas   | [ 50 ]                | vermutlich NPA | marxistisch-leninistisch-maoistisch | Landmine | Soldaten   | 0    | 7         | Kommunistischer Revolutionskampf auf den Philippinen |

## August
| Datum/Beginn    | Betroffenes Land             | Stadt/Ort       | Artikel/Quellenangabe | Täter          | Politische Ausrichtung     | Mittel                                       | Ziel                                     | Tote     | Verletzte | Hintergrund                     |
| --------------- | ---------------------------- | --------------- | --------------------- | -------------- | -------------------------- | -------------------------------------------- | ---------------------------------------- | -------- | --------- | ------------------------------- |
| 07. August 2022 | Demokratische Republik Kongo | Ituri (Provinz) | [ 51 ]                | vermutlich ADF | islamistisch               | Brandstiftung                                | Dörfer                                   | 20       |           | ADF-Konflikt                    |
| 07. August 2022 | Mali                         | Gao             | [ 52 ]                | IS             | salafistisch, wahhabitisch | Artillerie, Drohnen, Sprengstoff, Autobomben | Soldaten, Zivilisten                     | 48 (+37) | 22        | Krieg in Mali seit 2012         |
| 17. August 2022 | Afghanistan                  | Kabul           | [ 53 ]                |                |                            | Selbstmordattentäter                         | Moschee, Taliban-Geistlicher, Zivilisten | 21 (+1)  | 33        | Krieg in Afghanistan            |
| 19. August 2022 | Somalia                      | Mogadischu      | [ 54 ]                | al-Shabaab     | wahhabitisch, islamistisch | 2 Autobomben, Schusswaffen, Geiselnahme      | Hotel                                    | 21 (+?)  | 117       | Somalischer Bürgerkrieg         |
| 19. August 2022 | Syrien                       | al-Bab          | [ 55 ]                |                |                            | Rakete                                       | Markt                                    | 15       | 28        | Bürgerkrieg in Syrien seit 2011 |
| 29. August 2022 | Äthiopien                    | Oromia          | [ 56 ]                | Fano           |                            |                                              | Oromo-Zivilisten                         | 42       |           | Oromo-Konflikt                  |
| 30. August 2022 | Demokratische Republik Kongo | Nord-Kivu       | [ 57 ]                | ADF            | islamistisch               | Entführung                                   | Dörfer                                   | 40+      |           | ADF-Konflikt                    |

## September
| Datum/Beginn       | Betroffenes Land    | Stadt/Ort | Artikel/Quellenangabe | Täter                                 | Politische Ausrichtung                       | Mittel                      | Ziel                                                       | Tote    | Verletzte | Hintergrund                                   |
| ------------------ | ------------------- | --------- | --------------------- | ------------------------------------- | -------------------------------------------- | --------------------------- | ---------------------------------------------------------- | ------- | --------- | --------------------------------------------- |
| 02. September 2022 | Afghanistan         | Herat     | [ 58 ]                |                                       |                                              | Selbstmordattentäter        | Sunnitische Moschee, Taliban-freundlicher Imam, Zivilisten | 18 (+1) | 23        | Krieg in Afghanistan                          |
| 03. September 2022 | Somalia             | Hiiraan   | [ 59 ]                | al-Shabaab                            | wahhabitisch, islamistisch                   | Schusswaffen, Brandstiftung | Hilfskonvoi                                                | 20      |           | Somalischer Bürgerkrieg                       |
| 03. September 2022 | Burkina Faso        | Soum      | [ 60 ]                |                                       |                                              | Sprengsatz                  | Militärkonvoi, Zivilisten                                  | 35      | 37        | Aufstand im Maghreb seit 2002                 |
| 06. September 2022 | Jemen               | Abyan     | [ 61 ]                | al-Qaida auf der Arabischen Halbinsel | salafistisch, antizionistisch, antisemitisch | Panzerfäuste, Schusswaffen  | STC-Kontrollpunkt, Milizionäre                             | 20 (+6) |           | Militärintervention im Jemen seit 2015        |
| 23. September 2022 | Afghanistan         | Kabul     | [ 62 ]                |                                       |                                              | Autobombe                   | Moschee                                                    | 7       | 41        | Krieg in Afghanistan                          |
| 26. September 2022 | Dänemark / Schweden | Ostsee    | [ 63 ]                |                                       |                                              | Sprengstoff                 | Explosionen an den Nord-Stream-Pipelines                   |         |           | Russischer Überfall auf die Ukraine seit 2022 |
| 30. September 2022 | Afghanistan         | Kabul     | [ 64 ]                |                                       |                                              | Selbstmordattentäter        | Schule                                                     | 52 (+1) | 110       | Krieg in Afghanistan                          |
| 30. September 2022 | Iran                | Zahedan   | [ 65 ]                | Separatisten                          | autonomistisch                               | Schusswaffen                | Polizeistation                                             | 19      | 32        | Proteste im Iran seit September 2022          |

## Oktober
| Datum/Beginn     | Betroffenes Land | Stadt/Ort     | Artikel/Quellenangabe                      | Täter                 | Politische Ausrichtung              | Mittel                                           | Ziel                                 | Tote     | Verletzte | Hintergrund                             |
| ---------------- | ---------------- | ------------- | ------------------------------------------ | --------------------- | ----------------------------------- | ------------------------------------------------ | ------------------------------------ | -------- | --------- | --------------------------------------- |
| 03. Oktober 2022 | Somalia          | Beledweyne    | [ 66 ]                                     | al-Shabaab            | wahhabitisch, islamistisch          | 2 Selbstmordattentäter                           | Regierungsgebäude                    | 20 (+2)  | 36        | Somalischer Bürgerkrieg                 |
| 05. Oktober 2022 | Afghanistan      | Kabul         | [ 67 ]                                     |                       |                                     | Selbstmordattentäter                             | Moschee eines Regierungsministeriums | 4 (+1)   | 25        | Krieg in Afghanistan                    |
| 12. Oktober 2022 | Slowakei         | Bratislava    | [ 68 ]                                     | Juraj Krajčík         | rechtsextremistisch, LGBT-feindlich | Schusswaffe                                      | Café                                 | 2 (+1)   | 1         |                                         |
| 13. Oktober 2022 | Mali             | Mopti         | [ 69 ]                                     |                       |                                     | Sprengsatz                                       | Bus                                  | 11       | 53        | Krieg in Mali seit 2012                 |
| 13. Oktober 2022 | Syrien           | nahe Damaskus | [ 70 ]                                     |                       |                                     | Sprengsatz                                       | Militärbus, Soldaten                 | 18       | 27        | Bürgerkrieg in Syrien seit 2011         |
| 23. Oktober 2022 | Somalia          | Kismaayo      | [ 71 ]                                     | al-Shabaab            | wahhabitisch, islamistisch          | Selbstmordattentäter mit Autobombe, Schusswaffen | Hotel                                | 8 (+4)   | 41        | Somalischer Bürgerkrieg                 |
| 24. Oktober 2022 | Burkina Faso     | Soum          | [ 72 ]                                     | vermutlich Islamisten | islamistisch                        | Schusswaffen                                     | Militärstützpunkt                    | 28 (+18) | 50        | Islamistischer Aufstand in Burkina Faso |
| 26. Oktober 2022 | Iran             | Schiras       | [ 73 ]                                     | IS                    | salafistisch, wahhabitisch          | Schusswaffen                                     | Schah Tscheragh, schiitische Pilger  | 15       | 40        |                                         |
| 29. Oktober 2022 | Somalia          | Mogadischu    | Anschlag in Mogadischu am 29. Oktober 2022 | al-Shabaab            | wahhabitisch, islamistisch          | 2 Autobomben                                     | Bildungsministerium                  | 121+     | 350+      | Somalischer Bürgerkrieg                 |

## November
| Datum/Beginn      | Betroffenes Land | Stadt/Ort         | Artikel/Quellenangabe                           | Täter                                   | Politische Ausrichtung                    | Mittel               | Ziel                                   | Tote   | Verletzte | Hintergrund                           |
| ----------------- | ---------------- | ----------------- | ----------------------------------------------- | --------------------------------------- | ----------------------------------------- | -------------------- | -------------------------------------- | ------ | --------- | ------------------------------------- |
| 11. November 2022 | Belgien          | Brüssel           | [ 75 ]                                          | vermutlich Islamist                     | islamistisch                              | Stichwaffe           | Polizisten                             | 1 (+1) | 1         |                                       |
| 13. November 2022 | Türkei           | Istanbul          | Bombenanschlag in Istanbul am 13. November 2022 |                                         |                                           | Sprengsatz           | İstiklal Caddesi                       | 6      | 81        |                                       |
| 21. November 2022 | Südsudan         | Central Equatoria | [ 77 ]                                          |                                         |                                           | Schusswaffen         | Busse, Zivilisten                      | 3      | 22        |                                       |
| 22. November 2022 | Thailand         | Narathiwat        | [ 78 ]                                          |                                         |                                           | Autobombe            | Polizeigebäude, Polizisten, Zivilisten | 1      | 30        | Konflikt in Südthailand seit 2004     |
| 23. November 2022 | Israel           | Jerusalem         | [ 79 ]                                          | vermutlich Palästinensische Extremisten |                                           | 2 Sprengsätze        | Bushaltestellen, Zivilisten            | 1      | 22        | Israelisch-palästinensischer Konflikt |
| 30. November 2022 | Pakistan         | Quetta            | [ 80 ]                                          | TTP                                     | deobandisch, islamisch-fundamentalistisch | Selbstmordattentäter | Polizeifahrzeug, Polio-Impfzentrum     | 3 (+1) | 27        | Konflikt in Nordwest-Pakistan         |
| 30. November 2022 | Afghanistan      | Aybak             | [ 81 ]                                          |                                         |                                           | Sprengstoff          | Madrasa, Zivilisten                    | 15     | 20        | Krieg in Afghanistan                  |